# Тут (Марказі)
Тут (перс. توت) — село в Ірані, у дегестані Гастіджан, у Центральному бахші, шахрестані Деліджан остану Марказі. За даними перепису 2006 року, його населення становило 72 особи, що проживали у складі 19 сімей.

## Клімат
Середня річна температура становить 11,97 °C, середня максимальна – 30,28 °C, а середня мінімальна – -9,18 °C. Середня річна кількість опадів – 167 мм.
| Клімат поселення                              | Клімат поселення | Клімат поселення | Клімат поселення | Клімат поселення | Клімат поселення | Клімат поселення | Клімат поселення | Клімат поселення | Клімат поселення | Клімат поселення | Клімат поселення | Клімат поселення | Клімат поселення |
| Показник                                      | Січ.             | Лют.             | Бер.             | Квіт.            | Трав.            | Черв.            | Лип.             | Серп.            | Вер.             | Жовт.            | Лист.            | Груд.            |                  |
| Середній максимум, °C                         | 8,18             | 9,56             | 13,90            | 19,38            | 23,74            | 28,92            | 30,28            | 29,61            | 26,24            | 19,96            | 13,80            | 8,17             |                  |
| Середня температура, °C                       | −0,52            | 0,88             | 5,22             | 10,70            | 15,06            | 20,24            | 24,29            | 23,61            | 20,25            | 13,98            | 7,81             | 2,18             |                  |
| Середній мінімум, °C                          | −9,18            | −7,81            | −3,46            | 2,01             | 6,39             | 11,56            | 18,29            | 17,61            | 14,25            | 7,98             | 1,82             | −3,8             |                  |
| Норма опадів, мм                              | 27               | 26               | 33               | 23               | 16               | 2                | 2                | 1                | 0                | 6                | 13               | 18               |                  |
| Середньомісячна швидкість вітру, м/с          | 1.25             | 1.79             | 2.35             | 2.61             | 2.42             | 2.29             | 2.15             | 2.00             | 1.92             | 1.84             | 1.33             | 1.26             |                  |
| Середньомісячна сонячна радіація, кДж/м²·день | 9927             | 13094            | 15777            | 19021            | 22761            | 26631            | 25934            | 24496            | 21515            | 16211            | 11757            | 9688             |                  |
| --------------------------------------------- | ---------------- | ---------------- | ---------------- | ---------------- | ---------------- | ---------------- | ---------------- | ---------------- | ---------------- | ---------------- | ---------------- | ---------------- | ---------------- |
| Джерело:                                      |                  |                  |                  |                  |                  |                  |                  |                  |                  |                  |                  |                  |                  |